# Mens vi venter på Godot
Mens vi venter på Godot (En attendant Godot) er et fransk absurd skuespil af Samuel Beckett. 

## Baggrund
Teksten blev skrevet mellem 9. oktober 1948 og 19. januar 1949. Ifølge Beckett var den inspireret af Caspar David Friedrichs maleri Mann und Frau den Mond betrachtend. Det er dog muligt, at han forvekslede det med samme malers Zwei Männer in Betrachtung des Mondes. I begge tilfælde står to personer ved et livløst træ og stirrer mod månen og stjernerne. Hvorfor ved vi ikke, som i stykket hvor personerne heller ikke rigtig ved, hvorfor de gør som de gør.
Første opførelse var et hørespil i fransk radio 17. februar 1952. Som teaterstykke havde den premiere 5. januar 1953 på Théâtre de Babylone i Paris. Budgettet var lavt, men stykket blev vel modtaget af kritikere og publikum. Det har gået sin sejrsgang og er blevet oversat til flere sprog. Og var det kontroversielt for samtidens England – Evening Standard Drama Awards gav det i 1955 den aldrig siden uddelte kompromispris "The Most Controversial Play of the Year" – så skabte opførelserne i fængsler anledning til gensidig interesse. En indsat i fængslet i Lüttringhausen i Tyskland oversatte og opførte stykket og skrev i oktober 1954 til Beckett om det: "Du vil blive overrasket over at modtage et brev om dit stykke "Mens vi venter på Godot" fra et fængsel, hvor så mange tyve, falsknere, røvere, homoseksuelle, åndssvage og mordere tilbringer denne beklagelse af liv ventende ... og ventende ... og ventende. Ventende på hvad? Godot? Måske."
Trods tilbud om det afslog Beckett en filmatisering af stykket. Derimod blev det til opførelser i tv-teater, men ikke just til Becketts tilfredshed. Om BBC's opførelse 26. juni 1961 sagde han således "My play wasn’t written for this box. My play was written for small men locked in a big space. Here you’re all too big for the place."

## Plot
I begge akter er scenen sat ved et nøgent træ ved en noget nær død landevej. Det sker reelt intet i stykket og det er netop pointen- mens vi venter på at dø.
Her venter de to vagabonder Vladimir og Estragon på Godot, som aldrig kommer, uden helt at vide hvorfor og uden egentlig at kende ham. Mens de venter, beskæftiger den rastløse erindrende Vladimir, kaldet Didi, og den sløvende glemsomme Estragon, kaldet Gogo, sig med snak, skænderier, filosoferen, sang og leg uden på noget tidspunkt at komme ud af stedet. På det gentagne spørgsmål om, hvorfor de er nødt til at blive, er svaret altid det samme: Vi venter på Godot.
I en stor del af hvert akt afbrydes monotonien af Pozzo og Lucky. Pozzo er en irriterende hysterisk godsejer, der i første akt taler løs og ofte skifter fokus og evigt forlanger noget af sin slave Lucky. Lucky er derimod først tavs og underlig stiv, men på anmodning tænker han højt i form af en endeløs, usammenhængende enetale. I anden akt er begge imidlertid forandrede og hjælpeløse. Pozzo er blevet blind og Lucky stum, uden at Pozzo kan svare på hvornår, thi de blinde har ingen tidsfornemmelse.
Begge akter ender med, at en dreng kommer for at fortælle, at Godot først kommer i morgen. Vladimir og Estragon må berede sig på stadig venten.